# Hermle

Die Maschinenfabrik Berthold Hermle AG ist ein deutsches, börsennotiertes Unternehmen mit Stammsitz in Gosheim auf dem Großen Heuberg im Landkreis Tuttlingen und gehört zu den führenden Herstellern von Fräsmaschinen. Weltweit befinden sich über 31.000 Maschinen im Einsatz, hauptsächlich in Zulieferbetrieben der Medizintechnik, in der optischen Industrie, in der Luftfahrt, in der Automobilindustrie und im Motorsport.
Die wichtigsten Bauteile werden in Gosheim entwickelt und gefertigt. Die Universalfräsmaschinen und -bearbeitungszentren von Hermle dienen der Bearbeitung von Werkzeugen, Formen und Serienteilen. Heute hat Hermle neben Standorten in Deutschland (Gosheim, Hauptsitz, und Ottobrunn, Hermle Maschinenbau GmbH) und Vertriebsbüros in verschiedenen Ländern auch Standorte in der Schweiz (Neuhausen), in Italien (Rodano), in den Niederlanden (Horst aan de Maas) und in den USA (Franklin, Wisconsin). In Franklin investierte Hermle USA im Jahr 2020 rund 3 Mio. US$ und erweiterte die Fläche der Niederlassung um weitere 700 m². Der Neubau umfasst ein leistungsfähiges Technologie- und Innovationcenter sowie einen eigenen Lehr- und Ausbildungsbereich: Hermle USA ist ein sehr aktiver Partner im ICATT-Ausbildungsprogramm, das von der Deutsch-Amerikanischen Außenhandelskammer USA-Chicago ins Leben gerufen wurde. Es handelt sich hierbei um ein duales Ausbildungsprogramm nach dem bewährten deutschen Modell.

## Geschichte
Berthold Hermle gründete 1938 in Gosheim die Firma Berthold Hermle – Schraubenfabrik und Fassondreherei. 1957 begann die Produktion von Fräsmaschinen. Das Unternehmen wurde 1990 zur Maschinenfabrik Berthold Hermle AG umfirmiert und ging am 10. April 1990 an die Börse. Davor war die Firma vor allem unter dem Namen BHG (für Berthold Hermle Gosheim) bekannt.

## Produkte
Das Unternehmen produziert kleine bis mittlere drei- bis fünfachsige Fräsbearbeitungszentren für einen breiten Anwendungsbereich. Auch Maschinen für Anwendungen mit erhöhten Anforderungen an Präzision oder Zerspanvolumen werden hergestellt. Die verschiedenen Maschinenmodelle sind mit Magazinerweiterungen und Palettenwechsler erhältlich. Des Weiteren werden verschiedene Handlingsysteme direkt vom Hersteller angeboten. 
Außerdem hat Hermle eine Kombination aus einem 5-Achsen Bearbeitungszentrum (Typ C-42) mit einer Metallpulverauftragseinheit (MPA-Technologie) zur additiven Fertigung entwickelt. Die Hermle MPA-Technologie ist ein thermisches Spritzverfahren, basierend auf dem Kaltgasspritzen. Anstatt wie beim Laserauftragschweißen mit Metallpulver – einem vergleichbaren additiven Fertigungsverfahren – die Metallpulverpartikel mit einem Laser zu verschmelzen, werden beim Metallpulverauftrag die Teilchen mit Hilfe eines Trägergases auf sehr hohe Geschwindigkeiten beschleunigt und durch eine Düse auf das jeweilige Substrat aufgebracht. Beim Aufprall der Pulverpartikel auf die Substratoberfläche werden die Teilchen sowie die Oberfläche stark plastisch verformt: "Dabei entsteht eine bindende Kontaktfläche zwischen dem Partikel und dem Substrat bzw. bereits zuvor aufgebrachten Pulverpartikeln. Hermle bietet die Maschinentechnik allerdings nicht auf dem Markt an, sondern setzt sie in der eigenen Tochtergesellschaft Hermle Maschinenbau GmbH ein und bietet das Erstellen generativ gefertigter Teile als Dienstleistung an.

## Börsennotiz

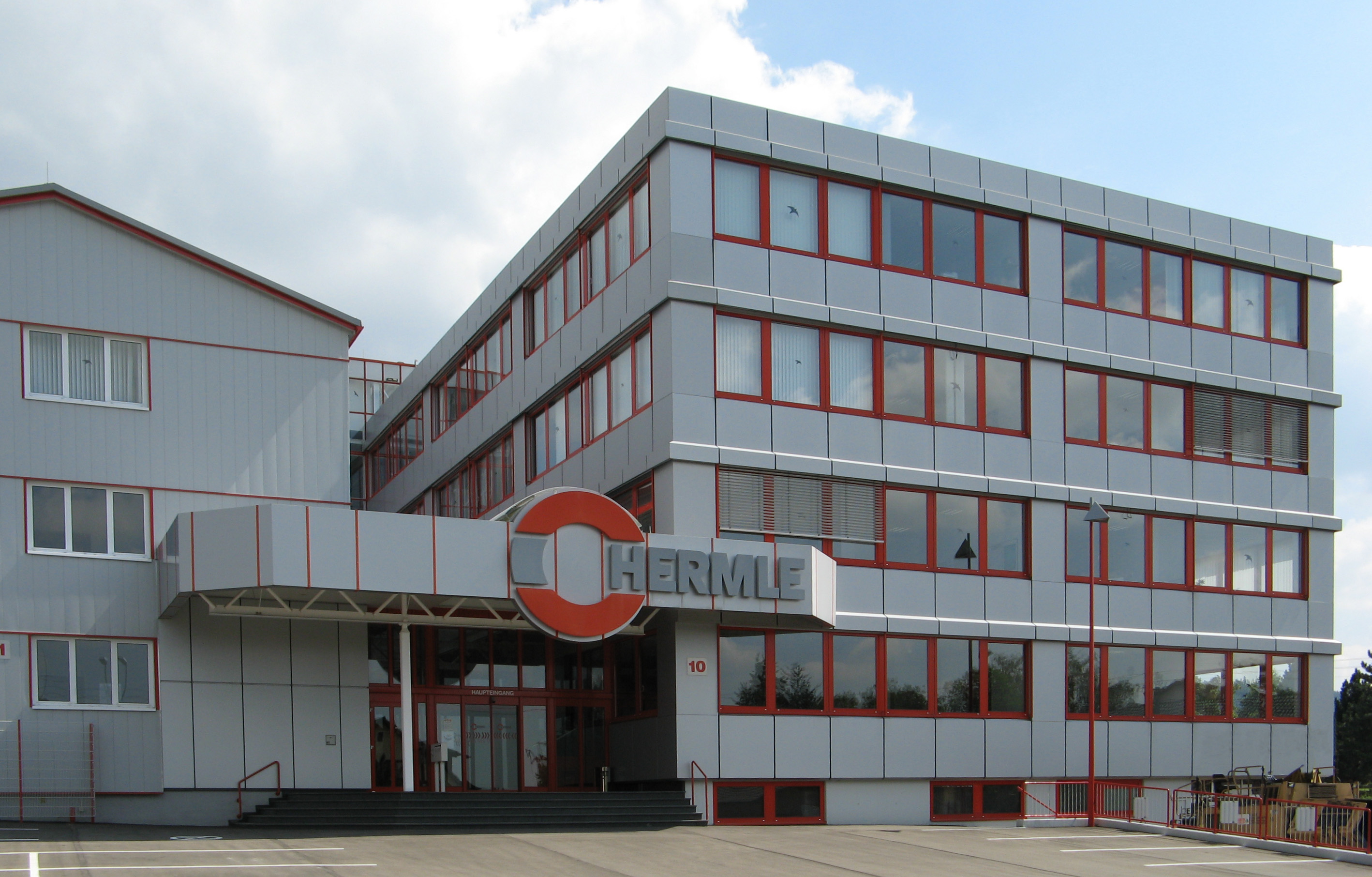
Hauptgebäude der Hermle AG in Gosheim

Die Vorzugsaktien wurden am 10. April 1990 zum Ausgabepreis von 320 DM im Rahmen einer Kapitalerhöhung an der Börse platziert. Sie werden heute im geregelten Markt der Frankfurter und Stuttgarter Börse sowie im Freiverkehr an weiteren Börsen gehandelt. Die Stammaktien sind nicht börsennotiert.